# Itchy & Scratchy & Marge
«Itchy & Scratchy, & Marge» (с англ. — «Щекотка и Царапка и Мардж») — девятый эпизод второго сезона мультсериала «Симпсоны», премьера которого состоялась 20 декабря 1990 года.
Эпизод во многом основан на произошедшем двумя годами ранее бойкоте ситкома «Женаты… с детьми», также транслировавшегося на телеканале Fox.

## Сюжет
Мардж делает свиную отбивную. Гомер решает сделать для неё полку для специй. Сидя в подвале, он неожиданно получает удар молотком от Мэгги. Мардж, видя, что Барт, Лиза и Мэгги смотрят «Шоу Щекотки и Царапки», решает, что именно из-за этого Мэгги совершила столь ужасный поступок.
Внимательно просмотрев несколько серий этого мультсериала, она решает написать письмо в студию «Щекотки и Царапки» с требованием изменить тематику мультфильмов и убрать сцены насилия. Однако ни сценаристы, ни директор компании Роджер Майерс младший, разумеется, не согласились, написав в ответном письме, что мнение одного сумасбродного человека не может изменить ситуацию. Тогда Мардж решает создать организацию «Спрингфилдцы за ненасилие, понимание и помощь», основной целью которой она провозгласила удаление сцен насилия из всех эпизодов «Щекотки и Царапки». Медленно, но верно она начинает набирать соратников, согласных с ней в этом вопросе, а вскоре она и Роджер Майерс приглашаются на телевидение для обсуждения этой проблемы. В конце передачи она советует всем родителям, обеспокоенным будущим своих детей, отправить письмо с изложением своей точки зрения по этому вопросу в редакцию шоу, и через несколько дней редакция просто завалена письмами. Под давлением общественности Роджеру Майерсу приходится изменить тематику шоу с убийств на добрые поступки Щекотки и Царапки в отношении друг друга.
Однако отредактированное шоу совсем не нравится детям, и они выходят на улицу, играют в мяч, катаются на скейтбордах, самокатах, прыгают на скакалках. Более того, общение друг с другом развивает в них положительные качества, такие, как доброта, вежливость, что можно увидеть, например, в том, как дети разговаривают с Мардж. Мардж достигла своей цели.
Но тут происходит событие, перевернувшее всю обстановку в Спрингфилде с головы на ноги: в Спрингфилд приезжает скульптура Микеланджело «Давид». Соратники Мардж по борьбе с жестокостью в мультиках призывают её возглавить шествие против «ничем не прикрытой оголённости человека». Но Мардж считает статую великим произведением искусства и не поддерживает их. Тут же возникает вопрос: а чем Давид лучше жестокости в мультиках? В результате Давид всё-таки попадает в Спрингфилдский музей, но и жесткость в мультиках вновь появляется на экранах. Мардж расстроена, что дети имея возможность увидеть величайшее произведение искусства, сидят перед телевизорами и смотрят как дерутся кошка и мышка. Но Гомер спешит ободрить её, обещая, что скоро каждый ученик Спрингфилдской начальной школы увидит «эту штуку». Мардж удивленно спрашивает, каким же образом это произойдет, на что Гомер со смехом отвечает, что их заставят прийти на экскурсию. Мардж хоть и не довольна обязаловке, но заметно веселеет.

## Культурные отсылки
- Когда дети выходят на улицу, звучит 6-я симфония Бетховена, а сама сцена напоминает сцену из фильма Уолта Диснея «Фантазия»[2].
- Сцена, а также музыка к сцене, где Мэгги бьёт Гомера молотком по голове — отсылка к фильму Хичкока «Психо»: Гомер пытается ухватиться за занавески, лежит с открытыми глазами, а красная краска стекает в сточную дыру — всё как в ставшей культовой сцене убийства Мэрион Крэйн[1].